# 瑪莉·羅曲
瑪莉·羅曲（1959年3月20日—）是一位美国科普作家和幽默作家，主要作品有《大口一吞，然後呢？——深入最禁忌的消化道之旅》（Gulp: Adventures on the Alimentary Canal，获2014年英国皇家学会科学图书奖提名）、《不過是具屍體：解剖、撞擊、挨子彈》（Stiff: The Curious Lives of Human Cadavers）、《打包去火星：NASA太空人瘋狂實境秀》（Packing for Mars: the Curious Science of Life in the Void）等。